# Messy Little Raindrops
Messy Little Raindrops – drugi album studyjny brytyjskiej piosenkarki Cheryl Cole. Został wydany 29 października 2010 roku przez wytwórnię Fascination Records. Płyta była nagrywana w Londynie i Los Angeles, gdzie Cheryl pracowała głównie z Wayne'em Wilkinsem, który wyprodukował również utwór Fight for This Love.
Pierwszym singlem promującym płytę został utwór Promise This, który stał się najszybciej sprzedającym się singlem w Wielkiej Brytanii w 2010 roku. Tym samym zajął pierwsze miejsca list przebojów w Irlandii i Wielkiej Brytanii.
19 sierpnia 2011 album uzyskał status platynowej płyty w Wielkiej Brytanii za sprzedaż przekraczającą 300 000 kopii.

## Lista utworów
| #   | Tytuł                                   | Kompozytorzy                                                                           | Producent                                         | Czas |
| --- | --------------------------------------- | -------------------------------------------------------------------------------------- | ------------------------------------------------- | ---- |
| 1.  | "Promise This"                          | Priscilla Renea, Wayne Wilkins, Christopher Jackson                                    | Wayne Wilkins                                     | 3:24 |
| 2.  | "Yeah Yeah" (featuring Travis McCoy)    | Travis McCoy, Finlay Dow-Smith, Wayne Hector                                           | Starsmith                                         | 3:14 |
| 3.  | "Live Tonight"                          | William Adams, Cheryl Cole                                                             | William Adams                                     | 3:27 |
| 4.  | "The Flood"                             | Priscilla Renea, Wayne Wilkins                                                         | Wayne Wilkins, Antwoine "T-Wiz" Collins           | 3:55 |
| 5.  | "Amnesia"                               | Steve Kipner, Wayne Wilkins, Tamyra Savage                                             | Wayne Wilkins, Steve Kipner                       | 3:41 |
| 6.  | "Everyone" (featuring Dizzee Rascal)    | Andre Merritt, Wayne Wilkins, Antwoine Collins, Dylan Mills                            | Wayne Wilkins, Antwoine "T-Wiz" Collins           | 3:57 |
| 7.  | "Raindrops"                             | Jean Baptiste, Priscilla Renea, Alain Whyte, Michael McHenry, Nick Marsh, Ryan Buendia | Free School                                       | 3:29 |
| 8.  | "Hummingbird"                           | Alexander Shuckburgh, Priscilla Renea                                                  | Al Shux                                           | 3:10 |
| 9.  | "Better to Lie" (featuring August Rigo) | J.R. Rotem, August Rigo                                                                | J.R. Rotem                                        | 3:27 |
| 10. | "Let's Get Down" (featuring will.i.am)  | William Adams, Cheryl Cole                                                             | William Adams                                     | 3:48 |
| 11. | "Happy Tears"                           | Nasri Atweh, Wayne Wilkins, Antwoine "T-Wiz" Collins                                   | Wayne Wilkins, Antwoine "T-Wiz" Collins           | 3:53 |
| 12. | "Waiting"                               | Jean Baptiste, Michael McHenry, Nick Marsh, Ryan Buendia, Kelis Rogers                 | Free School                                       | 4:09 |
| 13. | "Fight for this love"                   | Steve Kipner, Wayne Wilkins, Andre Wilkins                                             | Wayne Wilkins, Steve Kipner                       | 3:44 |
| 14. | "3 Words" featuring will.i.am           | William Adams, Cheryl Cole, George Pajon                                               | William Adams                                     | 4:34 |
| 15. | "Parachute"                             | Ingrid Michaelson, Marshall Altman                                                     | Syience for Stayfresh Music/Rokkworld Music Group | 3:39 |

## Notowania
| Lista (2010)            | Najwyższa pozycja |
| ----------------------- | ----------------- |
| European Top 100 Albums | 7                 |
| Irish Albums Chart      | 2                 |
| UK Albums Chart         | 1                 |

| Lista (2010)    | Pozycja |
| --------------- | ------- |
| UK Albums Chart | 21      |

| Kraj            | Certyfikat |
| --------------- | ---------- |
| Irlandia        | Platyna    |
| Wielka Brytania | Platyna    |